# Хъбъл (космически телескоп)
Вижте пояснителната страница за други значения на Хъбъл.
Космически телескоп Хъбъл (на английски: Hubble Space Telescope, HST) е автоматична обсерватория на орбита около Земята, наименуван в чест на Едуин Хъбъл.
Телескопът „Хъбъл“ е създаден като съвместен проект на НАСА и Европейската космическа агенция. Телескопът е една от четирите „големи обсерватории“ на НАСА заедно с гама-обсерваторията Комптън, рентгеновата обсерватория Чандра и космическия телескоп Спицър, всички изведени в околоземна орбита. Първоначално се е предвиждало извеждането на телескопа на орбита да стане през 1986 г., но заради катастрофата на „Чаланджър“ той е качен на орбита на 25 април 1990 г. от совалката „Дискавъри“. При направата на първите снимки с телескопа се вижда, те са неясни и причината е в дефект на оптичното огледало – по-плоско с 2 μm и така фокусът е неточен и оттам некачествени снимки.
След поправка на оптичната система през 1993 г. телескопът започна да дава висококачествени изображения. Бъдещето на телескопа зависи от успеха на следващата сервизна мисия (пета по ред от създаването на телескопа). Няколко от шестте стабилизиращи жироскопа на телескопа са вече (2007) повредени. Поради това изчерпване на изправни запасни жироскопи, повредата на още един такъв би довела до загуба за възможността за насочване на телескопа. Подмяната на повредените жироскопи изисква космическа мисия с участието на хора. На 30 януари 2007, ACS (основната камера) спира да работи, и без човешка намеса само ултравиолетовият канал на камерата ще остане използваем. Освен това без допълнително увеличаване на височината на орбита поради атмосферното триене телескопът ще навлезе в плътните слоеве на атмосферата и ще изгори някъде след 2010 г. Първоначално след катастрофата на совалката „Колумбия“ НАСА реши, че сервизна мисия на совалката до „Хъбъл“ е твърде опасна поради липсата на възможност за евакуация в полет, както при полетите до Международната космическа станция. Впоследствие НАСА преразгледа позицията си и на 31 октомври 2006 г. сегашният администратор на НАСА Майкъл Грифин даде зелена светлина на мисия за ремонт на Хъбъл някъде след май 2008 г. с помощта на совалката Атлантис. Като допълнителна мярка за сигурност по време на мисията НАСА ще подготви за старт и совалката „Дискавъри“, която да послужи като спасителен кораб в случай на авария в орбита.
След извършени ремонти и подобрения на телескопа, през 2016 г. НАСА сключва петгодишен договор за поддържане и експлоатация Така функционирането му е планирано поне до юни 2021 г., но е възможно то да бъде продължено и по-нататък. Междувременно НАСА се надява да изведе в орбита наследника му космическия телескоп Джеймс Уеб (James Web Space Telescope – JWST). Телескопът Джеймс Уеб ще превъзхожда Хъбъл в много отношения, но ще работи само в инфрачервения диапазон, така че няма да замести наблюдателните възможности на Хъбъл във видимия и ултравиолетовия диапазони. За това ще е необходимо изстрелването на допълнителен космически телескоп.
Разполагането на телескопа в космоса дава възможност да се регистрират електромагнитни излъчвания в диапазоните, в които земната атмосфера не е прозрачна, например инфрачервено излъчване. Заради отсъствието на атмосфера разделителната способност на телескопа е 7 – 10 пъти по-добра от аналогичен телескоп, разположен на земната повърхност.

## Технически параметри
- Телескопът е изведен на орбита на височина 575 km с период 97 минути.
- Дължина на космическия апарат – 13,3 m, диаметър – 4,3 m, размах на слънчевите батерии – 12 m, маса 11 000 kg (с установените прибори около 12 500 kg).
- Телескопът е тип рефлекторен телескоп на Ричи-Кретиен с диаметър на огледалото 2,4 m, позволяващ да се получи оптична разделителна способност от порядъка на 0,1 ъглови секунди.

## Обслужване
Обслужването на „Хъбъл“ се извършва по време на излизане в открития космос по време на мисии на космическите совалки.
Отначало се е планирало на всеки 5 години телескопът да се връща на Земята за техническо обслужване, а през 2,5 години да се извършва обслужване на орбита, обаче заради опасност от замърсяване и деформации по време на претоварванията при излитане и кацане по-късно е решено цялото техническо обслужване да става на орбита.
Прогнозиран живот на телескопа – 15 години.
Поредната експедиция по обслужването на телескопа с цел замяна на акумулаторите и жироскопите, както и за монтиране на нови усъвършенствани инструменти, е предвидена за февруари 2005 г., но след инцидента с разрушаването на совалката „Колумбия“ на 1 март 2003 г. е отложена.
През 2008 г. НАСА съобщава, че ще ремонтира телескопа през август същата година. В резултат на ремонта ще бъде увеличен живота му с 10 години. Ще бъдат монтирани широкоъгълен обектив и спектрограф, както и ще бъдат сменени батериите му. Мощността на телескопа ще бъде увеличена 90 пъти в сравнение с началната. Ремонтът ще бъде реализиран с космическата совалка „Атлантис“.
На 13 юни 2021 г. компютърът на Хъбъл е спрян поради съмнение за проблем с модула памет. Опитът за рестартиране на компютъра на 14 юни се проваля. По-нататъшните опити за превключване към един от трите други резервни модула памет на борда на космическия кораб се провалят на 18 юни. От 19 юни научните операции са преустановени, докато НАСА продължава да диагностицира и се опитва да разреши проблема. На 16 юли НАСА успешно връща Хъбъл в работен режим.

## Концепция, дизайн и цел

### Търсенето на финансиране
Продължаващият успех на програмата ОАО насърчи все по-силния консенсус в рамките на астрономическата общност, че Големият космически телескоп трябва да бъде основна цел. През 1970 г. НАСА създава два комисии, едната от които планира инженерната страна на проекта за космически телескоп, а другата определя научните цели на мисията. След като са установени, следващото препятствие пред НАСА е да се получи финансиране за инструмента, което би било далеч по-скъпо от всеки телескоп на Земята. Конгресът на САЩ разпитва много аспекти на предложения бюджет за телескопа и принудителни съкращения в бюджета за етапите на планиране, които по това време се състоят от много подробни изследвания на потенциални инструменти и хардуер за телескопа. През 1974 г. съкращенията в публичните разходи довеждат до изтриването на всички средства за проекта за телескоп.
В отговор на усилията за лобиране на национално равнище са координирани сред астрономите. Много астрономи се срещат лично с конгресмени и сенатори и са организирани широкомащабни кампании за писане на писма. Националната академия на науките публикува доклад, в който се набляга на необходимостта от космически телескоп и накрая Сенатът се съгласява с половината от бюджета, който първоначално е одобрен от Конгреса.
Проблемите на финансирането довеждат до намаляване на мащаба на проекта, като предложеният огледален диаметър е намален от 3 метра на 2,4 м, както за намаляване на разходите, така и за по-компактна и ефективна конфигурация на телескопа. Предложен е предсказуем космически телескоп с диаметър 1,5 метра, за да се тестват системите, които ще се използват на главния спътник, и се появяват опасения, свързани с бюджета, което води до сътрудничество с Европейската космическа агенция (ESA). ESA се съгласява да предостави финансиране и да предостави едно от първото поколение инструменти за телескопа, както и слънчевите клетки, които ще го захранват, и персонал, който да работи по телескопа в Съединените щати, в замяна на гарантирането на европейски астрономи най-малко 15% от времето за наблюдение на телескопа. Конгресът в крайна сметка одобрява финансиране в размер на 36 милиона щатски долара за 1978 г., а дизайнът на Големия космически телескоп започва сериозно, като се стреми към начална дата през 1983 г. През 1983 г. телескопът е кръстен на Едуин Хъбъл, който прави един от най-големите научни постижения на 20 век, когато открива, че Вселената се разширява.

### Строителство и монтаж
След като проектът „Космически телескоп“ получава одобрение, работата по програмата е разделена между много институции. Центърът за космически полети „Маршал“ (MSFC) отговаря за проектирането, разработването и изграждането на телескопа, докато „Годард космически полет“ има цялостен контрол над научните инструменти и центъра за контрол на мисията. MSFC възложи на оптичната компания Perkin-Elmer проектирането и изграждането на оптичния рефлекторен телескоп (на английски: Optical Telescope Assembly, OTA) и фините направляващи сензори за космическия телескоп. Локхийд е избран да построи космическия апарат и да интегрира уредите.

### Космически апарат
Космическият апарат, в който се помещават телескопа и инструментите, е друго важно инженерно предизвикателство. Той трябва да издържи на често преминаване от пряка слънчева светлина в мрака на сянката на Земята, което води до големи промени в температурата, като същевременно е достатъчно стабилен, за да позволи прецизното насочване на телескопа. Защитният екран от многослойна изолация поддържа температурата в телескопа стабилна и обгражда леката алуминиева обвивка, в която се намират телескопът и инструментите. В обвивката графит-епоксидна рамка поддържа работните части на телескопа стабилно подравнени. Тъй като графитните композити са хигроскопични, съществува опасност водните пари, абсорбирани от носа, докато са в чистата стая на Локхийд, по-късно да бъдат изпарени в космическия вакуум; в резултат на това уредите на телескопа ще се покрият с лед. За да се намали този риск, преди пускането на апарата в космоса е извършено почистване с азот. Макар строителството на космическия апарат да върви малко по-плавно от строителството на ОТА, Локхийд отново не спазва бюджета и графика, и към лятото на 1985 г. проектът е с над 30% надвишен бюджет и закъснява с три месеца. Докладът на MSFC съобщава, че Локхийд разчита по-скоро на насоките на НАСА, отколкото на собствената си инициатива в строителството.

### Компютърни системи и обработка на данни
Двата първични, гпавни компютъра на телескопа Хъбъл са системата DF-224 от 1,25 мегахерца, построена от Rockwell Autonetics, която съдържа три резервни процесора и два излишни системи NSSC-1 (NASA Standard Spacecraft Computer, Model 1), разработени от Westinghouse и GSFC, използвайки диод-транзисторна логика (DTL). Съвместен процесор за DF-224 е добавен по време на Мисията за обслужване 1 през 1993 г., който се състои от два излишни низа на 80386 процесор с математически копроцесор Intel 80387. DF-224 и неговият 386 копроцесор са заменени от 25-мегахерцов процесор Intel 80486 по време на обслужващата мисия 3А през 1999 г. Освен това някои от научните инструменти и компоненти имат свои собствени вградени микропроцесорни системи за управление. Компонентите MAT, Multi-Access Transponder, MAT-1 и MAT-2 използват микропроцесори Hughes Aircraft CDP1802CD. Широкото поле и планетарната камера (WFPC) също използват микропроцесор RCA 1802 (или вероятно по-старата версия 1801). WFPC-1 е заменен от WFPC-2 по време на мисията за обслужване 1 през 1993 г., която впоследствие е заменена от Wide Field Camera 3 (WFC3) по време на обслужваща мисия 4 през 2009 г.

### Списък на мисиите до Хъбъл
- STS-31 (24 април 1990 – 29 април 1990)
- STS-61 (2 декември 1993 – 13 декември 1993)
- STS-82 (11 февруари 1997 – 21 февруари 1997)
- STS-103 (19 декември 1999 – 27 декември 1999)
- STS-109 (1 март 2002 – 12 март 2002)
- STS-125 (11 май 2009 – 24 май 2009)

## Постижения
За 15 години работа на околоземна орбита „Хъбъл“ е направил 700 хил. изображения на 22 хил. небесни обекта – звезди, мъглявини, галактики, планети.
Потокът от данни, който генерира ежедневно в процеса на наблюдения, е от порядъка на 15 GB. Общият обем информация, натрупан за цялото време на работа на телескопа, надхвърля 20 TB.
Повече от 3900 астрономи са получили възможност да го използват за наблюдения, публикувани са около 4000 научни статии.